# Parcs nationaux d'Australie

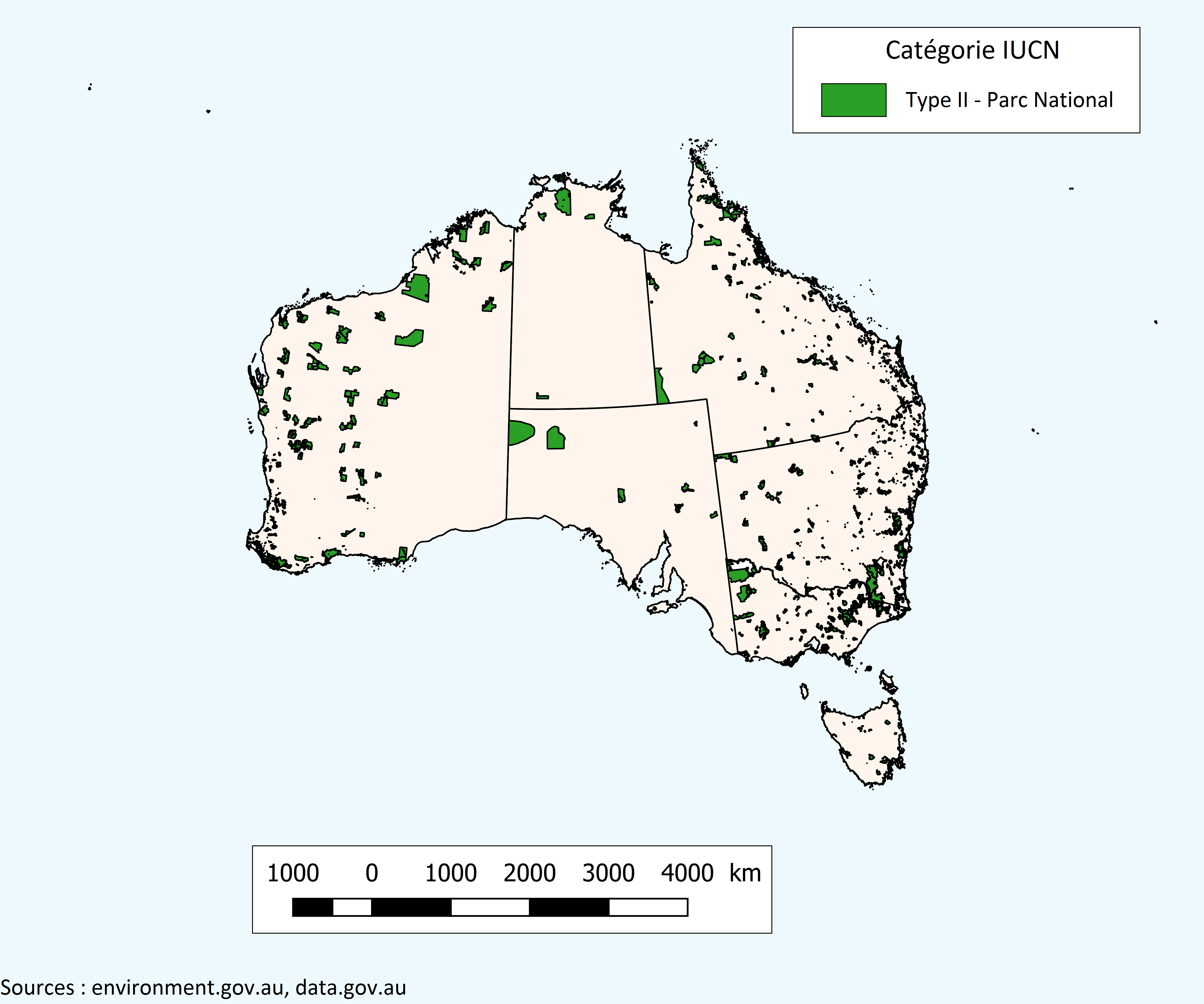
Carte d'Australie avec les aires protégées de type II (Parc national) de l'UICN en vert.

Cette page répertorie les parcs nationaux d'Australie.
L'Australie dispose de plus de 500 parcs nationaux, soit une surface de 28 millions d'hectares, représentant environ 4 % de la surface totale du pays. Parmi ces parcs, 14 font partie du patrimoine mondial de l'humanité en 2005.
La plupart des parcs sont administrés par les États, à l'exception de six parcs nationaux et trois parcs marins gérés par le gouvernement australien. Le premier parc national d'Australie est le parc national Royal créé le 26 avril 1879 ; il est également le deuxième plus vieux du monde après celui de Yellowstone.
D'une surface de 6 847,48 km2, le parc national du Kosciuszko est le parc national d'Australie possédant la plus grande superficie.

## Australie-Occidentale
En 2009, les parcs nationaux d'Australie-Occidentale sont au nombre de 98 et couvrent une superficie de 56 680,65 km2, soit environ 2 % du territoire de l’État.

## Australie-Méridionale
En 2008, les parcs nationaux d'Australie-Méridionale sont au nombre de vingt et protègent 44 116,8 km2, soit 4,5 % du territoire de l'État.

## Queensland
Les parcs nationaux sont au nombre de 56 au Queensland.
- Parc national de la baie Cedar
- Parc national du mont Barney
- Parc national Boodjamulla
- Parc national de Bowling Green Bay
- Parc national Bulleringa
- Parc national Cape Hillsborough
- Parc national Cape Upstart
- Parc national du Cap-Melville
- Parc national de Carnarvon
- Parc national Conway
- Parc national des Crater Lakes
- Parc national de Currawinya
- Parc national de Daintree
- Parc national Diamantina
- Parc national Drylander
- Parc national d'Eungella
- Parc national de Forty Mile Scrub
- Parc national de Girramay
- Parc national de Girraween
- Parc national de Girringun
- Parc national des monts Glass House
- Parc national des gorges de la Barron
- Parc national des gorges de la Tully
- Parc national Great Sandy
- Parc national des grottes Chillagoe-Mungana
- Parc national de Hann Tableland
- Parc national de l'île Curtis
- Parc national de l'île Fitzroy
- Parc national de l'île Gloucester
- Parc national de l'île Hinchinbrook
- Parc national de l'île Magnétique
- Parc national de l'île Orpheus
- Parc national de l'île Verte
- Parc national des îles Familiales
- Parc national de Kirrama
- Parc national Koombooloomba
- Parc national de Kroombit Tops
- Parc national de Kuranda
- Parc national de Lakefield
- Parc national de Lamington
- Parc national du mont Lewis
- Parc national de Little Mulgrave
- Parc national du Main Range
- Parc national du marais Eubenangee
- Parc national des îles Molle
- Parc national de la Montagne Noire (Kalkajaka)
- Parc national de Noosa
- Parc national de la rivière Hull
- Parc national de la rivière Jardine
- Parc national de la rivière Russell
- Parc national Sundown
- Parc national des Tully Falls
- Parc national volcanique d'Undara
- Parc national des îles Whitsunday
- Parc national du mont Windsor
- Parc national Wooroonooran

## Nouvelle-Galles du Sud
Il y a 61 parcs nationaux en Nouvelle-Galles du Sud.

### Centre
- Parc national de la Rivière Abercrombie
- Parc national Cocoparra
- Parc national des Coolah Tops
- Parc national de Goobang
- Parc national de la Goulburn River
- Parc national du Mont Kaputar
- Parc national de la vallée du Murray
- Parc national Nangar
- Parc national d'Oolambeyan

### Hunter and Mid North Coast
- Parc national de Bago Bluff
- Parc national de Barrington Tops
- Parc national Bindarri
- Parc national Bongil Bongil
- Parc national Crowdy Bay
- Parc national Dorrigo

### New England Tablelands
- Parc national de Bald Rock
- Parc national de Barool
- Parc national de Basket Swamp
- Parc national de Boonoo Boonoo
- Parc national Cunnawarra
- Parc national de Gibraltar Range
- Parc national de la rivière Guy Fawkes
- Parc national de la Nouvelle-Angleterre
- Parc national Nymboida
- Parc national des Oxley Wild Rivers

### Northern Rivers
- Parc national d'Arakwal
- Parc national des Border Ranges
- Parc national Broadwater
- Parc national Bundjalung

### Outback NSW
- Parc national Kinchega
- Parc national des Mallee Cliffs
- Parc national Mungo
- Parc national Sturt
- Parc national Yanga

### South Coast and Highlands
- Parc national Ben Boyd
- Parc national Biamanga
- Parc national de Bournda
- Parc national Brindabella
- Parc national Budawang
- Parc national Budderoo
- Parc national Conjola
- Parc national de la baie de Jervis
- Parc national du Kosciuszko
- Parc national Livingstone
- Parc national Woomargama

### Sydney et alentours
- Parc national des Blue Mountains
- Parc national de Brisbane Water
- Parc national Capertee
- Parc national Cattai
- Parc national de Dharug
- Parc national des Gardens of Stone
- Parc national Garigal
- Parc national de Kamay Botany Bay
- Parc national Kanangra-Boyd
- Parc national de Nattai
- Parc national Ku-ring-gai Chase
- Parc national Royal
- Parc national de Sydney Harbour
- Parc national des lacs Thirlmere
- Parc national Wollemi

## Tasmanie
- Parc national de l'archipel Kent
- Parc national Ben Lomond
- Parc national de Cradle Mountain-Lake St Clair
- Parc national Douglas-Apsley
- Parc national des Franklin-Gordon Wild Rivers
- Parc national Freycinet
- Parc national des Hartz Mountains
- Parc national de Maria Island
- Parc national Mole Creek Karst
- Parc national du mont Field
- Parc national du Mont William
- Parc national Narawntapu
- Parc national de Rocky Cape
- Parc national de Savage River
- Parc national de South Bruny
- Parc national Southwest
- Parc national Strzelecki
- Parc national Tasman
- Parc national Walls of Jerusalem

## Territoire du Nord
- Parc national de Barranyi
- Parc national Charles Darwin
- Parc national de Djukbinj
- Parc national des Monts Dulcie
- Parc national d'Elsey
- Parc national des gorges de la Finke
- Parc national Gregory
- Parc national de Kakadu
- Parc national Litchfield
- Parc national MacDonnell Ouest
- Parc national Nitmiluk
- Parc national d'Uluṟu-Kata Tjuṯa
- Parc national Watarrka

## Victoria
- Parc national Alfred
- Parc national alpin
- Parc national Baw Baw
- Parc national de la chaîne Brisbane
- Parc national de la montagne Burrowa-Pine
- Parc national Chiltern-Mt Pilot
- Parc national Churchill
- Parc national Coopracambra
- Parc national Croajingolong
- Parc national de la chaîne Dandenong
- Parc national d'Errinundra
- Parc national des Grampians
- Parc national Great Otway
- Parc national Hattah-Kulkyne
- Parc national Kinglake
- Parc national du lac Eildon
- Parc national Lind
- Parc national de Little Desert
- Parc national du Bas-Glenelg
- Parc national de la rivière Mitchell
- Parc national de la péninsule de Mornington
- Parc national Morwell
- Parc national du Mont Buffalo
- Parc national des tuyaux d'orgue
- Parc national de la rivière Snowy
- Parc national de Tarra-Bulga
- Parc national Terrick Terrick
- Parc national du promontoire de Wilson
- Parc national de Wyperfeld
- Parc national des Yarra Ranges